# Улица Василия Симоненко (Чернигов)
Улица Василия Симоненко (до 2023 года — улица Десняка) (укр. Вулиця Василя Симоненка) — улица в Новозаводском районе города Чернигова. Пролегает от улицы Князя Чёрного до улицы Коцюбинского, исторически сложившаяся местность (район) Холодные Яры.
Примыкают улицы Леси Украинки, Холодный Яр, Украинский Хутор (Ватутина).

## История
В 18 веке был застроен одноэтажными домами глубокий разветвлённый Холодный Яр (Овраг), который издревле граничил с Черниговским Посадом-Предградьем. В результате возникло несколько улиц и улочек, которые одинаково именовались — Холодный Яр. Длиннейшая из которых со времен получила название улица 1-й Холодный Яр.
В 1955 году улица 1-й Холодный Яр переименован на улица Олексы Десняка — в честь украинского советского писателя и журналиста, уроженца Черниговщины Олексы Десняка.
Улица живописная, извилистая в плане, неширокая (10-15 м в линиях застройки), является своеобразным памятником истории и архитектуры города. Тут сохранился ряд примеров народного строительства и резьбы (например, дома №№ 19, 22 и прочие). 
С целью проведения политики очищения городского пространства от топонимов, которые возвеличивают, увековечивают, пропагандируют или символизируют Российскую Федерацию, 1 июня 2023 года улица получила современное название — в честь украинского советского поэта и журналиста  Василия Андреевича Симоненко, согласно Решению Черниговского городского совета № 30/VIII-15 «Про переименование улиц в городе Чернигове» («Про перейменування вулиць у місті Чернігові»).

## Застройка
Улица проложена в северо-западном направлении, делает несколько изгибов-поворотов. Парная и непарная стороны улицы заняты усадебной застройкой.
Учреждения: нет
Есть ряд значимых и рядовых исторических зданий, что не являются памятниками архитектуры или истории, например, два усадебных дома (№ 56).